# Radovesnice II
Radovesnice II jsou obec ležící v okrese Kolín, kraj Středočeský, asi 16 km severovýchodně od Kolína. Žije zde 507 obyvatel. V roce 2011 zde bylo evidováno 243 adres. Součástí obce je i vesnice Rozehnaly.
Radovesnice II je také název katastrálního území o rozloze 12,17 km².

## Historie
První písemná zmínka o obci pochází z roku 1347.

### Územněsprávní začlenění
Dějiny územněsprávního začleňování zahrnují období od roku 1850 do současnosti. V chronologickém přehledu je uvedena územně administrativní příslušnost obce v roce, kdy ke změně došlo:
- 1850 země česká, kraj Jičín, politický okres Nový Bydžov, soudní okres Chlumec[6]
- 1855 země česká, kraj Jičín, soudní okres Chlumec
- 1868 země česká, politický okres Nový Bydžov, soudní okres Chlumec
- 1939 země česká, Oberlandrat Kolín, politický okres Nový Bydžov, soudní okres Chlumec nad Cidlinou[7]
- 1942 země česká, Oberlandrat Hradec Králové, politický okres Nový Bydžov, soudní okres Chlumec nad Cidlinou[8]
- 1945 země česká, správní okres Nový Bydžov, soudní okres Chlumec nad Cidlinou[9]
- 1949 Hradecký kraj, okres Nový Bydžov [10]
- 1960 Středočeský kraj, okres Kolín
- 2003 Středočeský kraj, obec s rozšířenou působností Kolín

### Rok 1932
V obci Radovesnice (709 obyvatel) byly v roce 1932 evidovány tyto živnosti a obchody: bednář, biograf Sokol, holič, 3 hostince, 2 koláři, 2 kováři, krejčí, obuvník, pekař, 2 rolníci, 2 řezníci, 3 obchody se smíšeným zbožím, Reiffeisenova záložna, spořitelní a záložní spolek, švadlena, trafika, truhlář, velkostatek.

## Přírodní poměry
Do západní části katastrálního zasahuje část přírodní rezervace Dománovický les a do severní malá část přírodní památky Žiželický les.

## Doprava
Dopravní síť
- Pozemní komunikace – Do obce vedou silnice III. třídy. Ve vzdálenosti 4 km vede silnice II/327 Nový Bydžov - Chlumec nad Cidlinou - Týnec nad Labem - Kutná Hora.
- Železnice – Železniční trať ani stanice na území obce nejsou.

Veřejná doprava 2011
- Autobusová doprava – Z obce vedly autobusové linky např. do těchto cílů: Kolín, Týnec nad Labem, Žiželice (dopravce Okresní autobusová doprava Kolín), Chlumec nad Cidlinou, Chvaletice, Kolín, Týnec nad Labem (dopravce Veolia Transport Východní Čechy).

## Pamětihodnosti
- pískovcová socha svatého Jana Nepomuckého z roku 1894 od kameníka Josefa Erbena z Podhorního Újezda u Hořic - socha byla z důvodu výstavby památníku padlým v 1. světové válce v roce 1925 přemístěna z centra obce na stávající místo, v roce 2015 byla socha restaurována[12]
- monumentální památník padlým v 1. světové válce z roku 1925 od sochaře Václava Suchomela - obdélníkový sokl se schůdky, jehož horní část vytváří iluzi skály, vrcholí sochou umírajícího hrdiny v podobě mladého muže, jehož tělo je okovy připoutáno ke skále[13]
- Radovesnický betlém - skříňový betlém v podobě otevíratelného triptychu je dílem kolínského výtvarníka Pavla Rajdla, vznikal v období 2013 - 19 a jedná se o největší keramický betlém v České republice (rozměry 4,2 x 2,15 metrů, více než 300 keramických figur)[14]
- Muzeum veteránů - expozice historických motocyklů a traktorů především české, ale i zahraniční provenience[15]

## Další fotografie

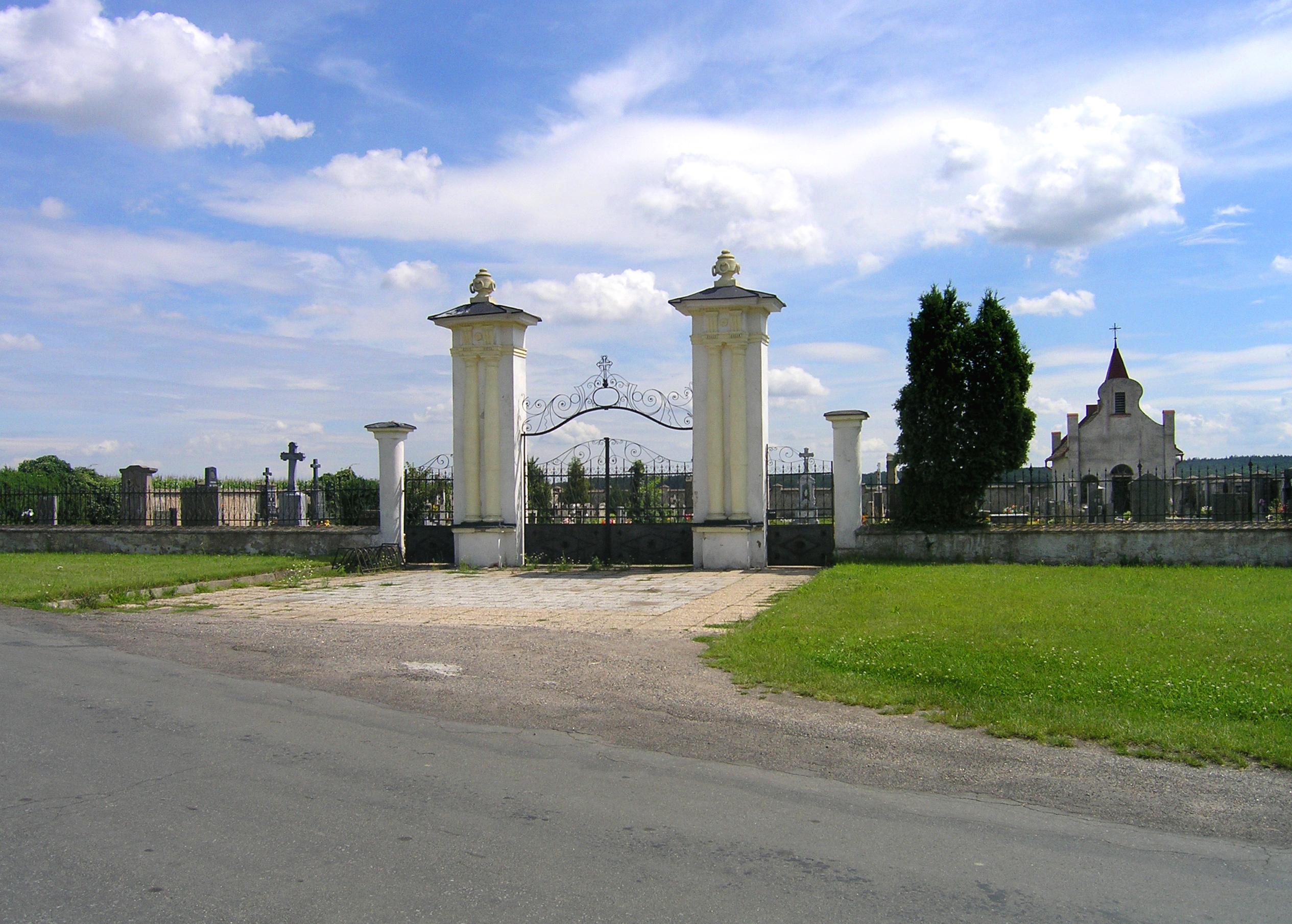
Radovesnický hřbitov
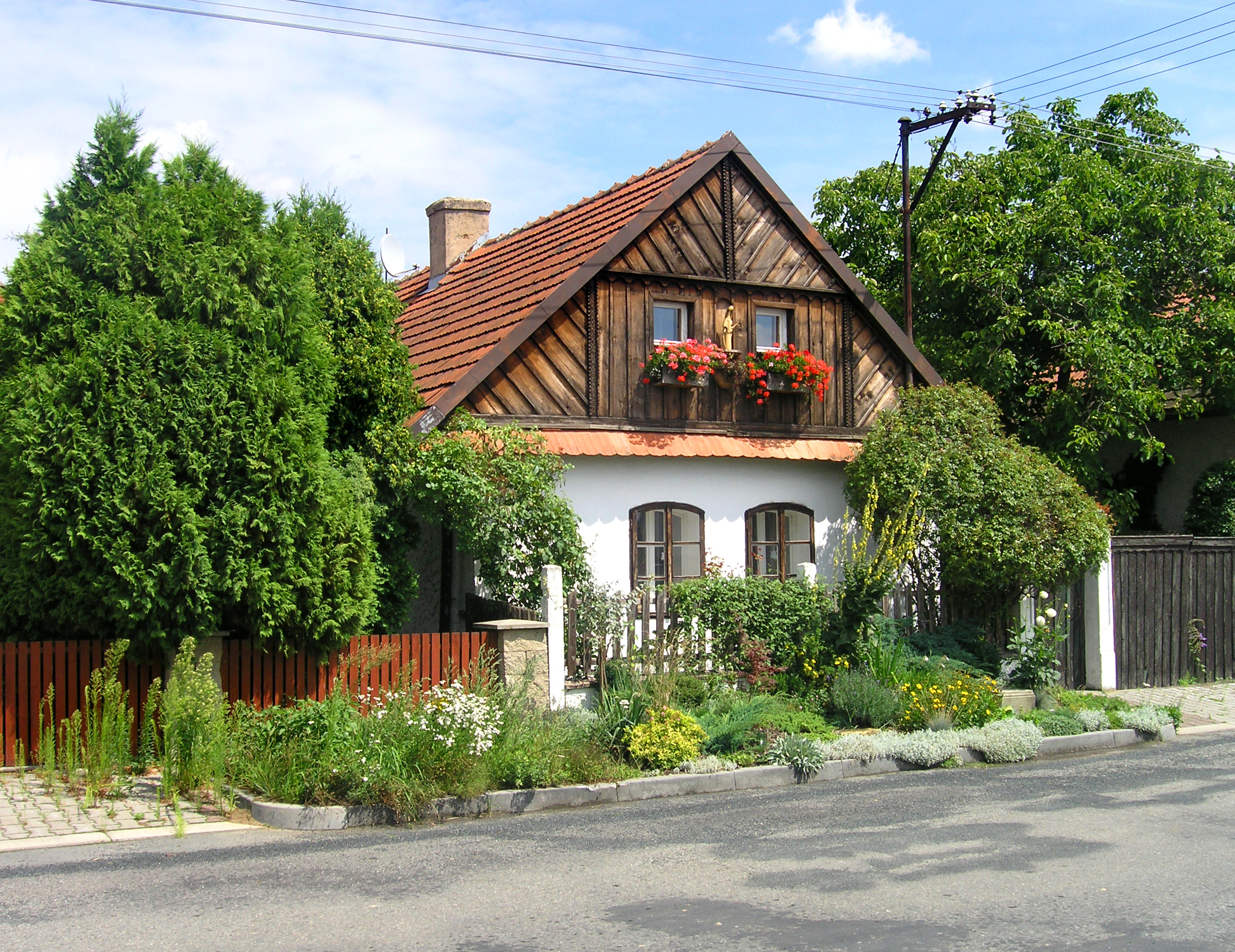
Chaupa v severní části